# 笹山隆生
笹山 隆生（ささやま たかお、1937年（昭和12年） - 1996年（平成8年））は、日立製作所の元主任研究員、工学博士。

## 概要
秋田県横手市出身。横手美入野高校（現秋田県立横手高等学校）卒業、1963年慶應義塾大学工学部卒業後、日立製作所日立研究所入社。同所主任研究員、日立アメリカ・リミテッド研究開発副社長、同社自動車機器事業部副技師長を経る。IEEEおよびSAEフェロー。電気学会センサシステム応用技術委員会、「自動車センサ関連調査専門委員会）委員長などを歴任。
1984年、慶応義塾大学工学博士 論文の題は「トランジスタの二次降伏耐量の研究とその自動車用電子装置への適用 」。

## 人物
- 自動車用電子システム、デバイスの開発に従事。マイクロコンピュータによるエンジンの統合制御システム、ホットワイア・エアフローセンサ、光ファイバー・ジャイロ等を開発。
- 1983年（昭和58年）第33回自動車技術会賞 中川賞 受賞[2]

## 著書
- 笹山隆生 『自動車エレクトロニクス』 山海堂、1996年、ISBN 9784381100788

## 家族
- 父 - 笹山茂太郎（元衆議院議員）
- 長兄 - 笹山晴生（東京大学名誉教授・文学博士）
- 弟 - 笹山登生（元衆議院議員）